# Martin Zeiller
Martin Zeiller (néhol Zeiler; Ranten, 1589. április 17. – Ulm, 1661. október 6.) protestáns német topográfus, barokk polihisztor.

## Élete
Apja felső-stájerországi vallási száműzött volt. Ulmban, majd 1608-tól Wittenbergben tanult. Magántanárként és linzi jegyzőként is dolgozott. 1629-től Ulmban élt mint tanító és iskolafelügyelő. Termékeny író volt, amit kortársai is elismertek.
Legismertebb hozzájárulása Matthäus Meriannal való együttműködése a Topographia Germaniae című művön. Nem járt Magyarországon, de bedolgozta Veit Marchthaler ulmi kereskedő 1588-as kéziratos útleírását Itinerarium Germaniae... című Strassburgan 1632-ben kiadott népszerű útleírásába, amely a 18. század végéig meghatározta a német utazók magyarországi alapismereteit. Magyarországról szóló műve 1646-ban Ulmban jelent meg először. Személyét Magyarországon Turóczi-Trostler József ismertette. Műve hatással lehetett az Ungarischer und Dazianischer Simplicissimus című útleíró kalandregényre is.

## Művei
- 1640 Itinerarium Italiae Nov-Antiquae. Frankfurt
- 1651 Fidus achates, oder Getreuer Reisgefert. Ulm
- 1656 Hispaniae et Lusitaniae Itinerarium. Amsterdam
- 1664 Neue Beschreibung des Königreichs Ungarn. Leipzig (magyar fordítása: Martinus Zeiler: A magyar királyság leírása. Babits Kiadó, Szekszárd, 1997)
- Topographia Germaniae
- Topographia Galliae